# Vahagn Davtian
Pour les articles homonymes, voir Vahagn Davtyan.
Vahagn Davtian ou Davtyan (en arménien Վահագն Դավթյան ; né le 15 août 1922 à Arapgir, Turquie, et mort le 21 février 1996 à Erevan, Arménie) est un écrivain et poète arménien. Il a été le rédacteur en chef des hebdomadaires littéraires Grakan Therth et Voix de la Patrie.

## Biographie

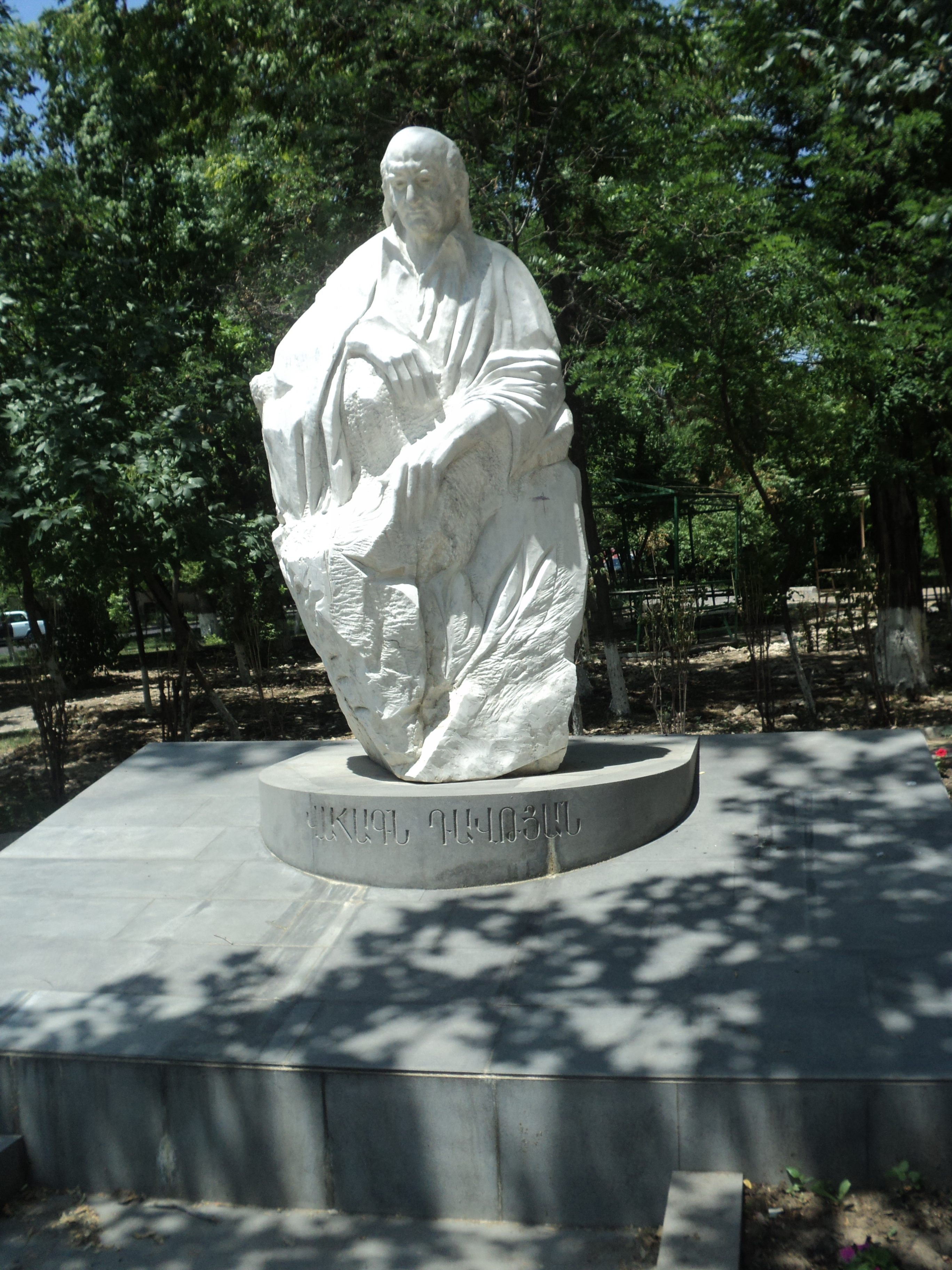
Le monument de Vahagn Davtyan dans le district Arabkir d'Erevan, Sculpteur Levon Tokmajyan

Davtian naît en 1922 dans la ville d'Arapgir (province de Malatya), en Turquie. Sa famille s'installe en 1925 en Arménie soviétique (alors République socialiste fédérative soviétique de Transcaucasie), où il reçoit son éducation, avant de participer à la Seconde Guerre mondiale.
Davtian commence à publier dès 1935.
Membre du comité de rédaction des magazines Avangard (1945-1954), Literaturnaya gazeta Armenii (1954-1959 et 1962-1965), Hayreniki dzayn (1965-1967), il est le rédacteur en chef du magazine Sovetakan Ayastan en 1981-1990.
Il préside l'Union des écrivains d'Arménie (en) de 1990 à 1994.
Il meurt en 1996 à Erevan, la capitale arménienne. Il est enterré au Panthéon Komitas.

## Poème

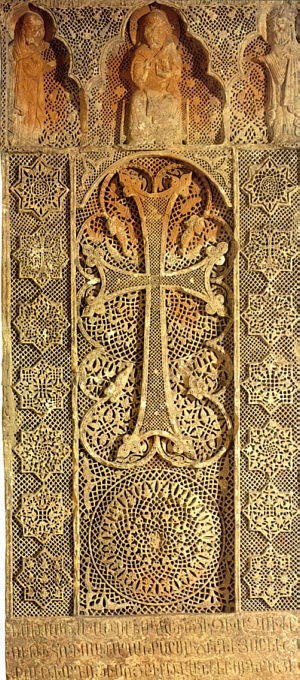
Khatchkar, 1308.

De pierre ici tout un pays, d'eau en furie

Murmure d'herbe ici dans la teinte du bleu

Corne des rocs dans les hauts monts hissés vers Dieu

Dans l'abîme jeté, pénitence de pierre.

Tout un pays où blanche et de glace est la plainte

Dans le fond des ravins, question des tempêtes

Vers le bas de la rive une clochette d'eau

Le chagrin du pétale et le pleur de la mousse.

Cri de cuivre et soupir de granit, le pays

À la beauté en croix sur la pierre de croix

Tout un pays face au soleil à l'infini

Toi prière à genoux et toi élan du rite.

Je suis de toi pays des longs siècles sans fin

Et je vais avec toi, hauteurs et précipices,

Furieux par la pierre et dans le vent de neige

Toi, chagrin du pétale et larme de la mousse.
— Vahagn Davtian, De pierre ici tout un pays, extrait traduit par Rouben Mélik

## Œuvres
Davtian est principalement connu pour ses poèmes et ballades. Il s'inspire tant de l'histoire arménienne que de son propre présent.
Il a notamment publié les recueils de poèmes :
- Առաջին սեր (Premier amour), 1947.
- Աշխարհի առավոտը  (Le matin du monde), 1950.
- Լուսաբացը լեռներում  (L'aube dans les montagnes), 1957.
- Ծուխը ծխանի  (La fumée de la cheminée), 1969.
- Le Buisson ardent, 1972.

Il est aussi connu pour ses traductions en arménien d'Alexandre Pouchkine, Sergueï Essénine, Sándor Petőfi, Alexandre Blok, etc..